# Naturstyrelsen
Naturstyrelsen (deutsch Naturbehörde, Dänisches Amt für Naturverwaltung) ist eine Behörde des dänischen Grüne-Dreiparteien-Ministeriums, in der ca. 650 Mitarbeiter am Hauptsitz in Randbøl und in 16 Naturverwaltungsämtern im Rest des Landes angestellt sind. Die am 1. Januar 2011 gegründete Behörde entstand durch eine Zusammenlegung der Skov- og Naturstyrelsen (Forst- und Naturbehörde) und der By- og Landskabsstyrelsen (Stadt- und Landschaftsbehörde) und war zunächst dem Umweltministerium zugeordnet. Im Rahmen der Schaffung des Grüne-Dreiparteien-Ministeriums im Jahr 2024 wechselte die Naturstyrelsen in den dortigen Geschäftsbereich. Zu ihren Aufgaben gehören unter anderem neben dem Natur- und Landschaftsschutz auch die Durchsetzung der Natur- und Umweltpolitik nach Vorgaben der Regierung. Ferner gewährleistet sie, dass die Bevölkerung mit sauberem Trinkwasser versorgt und zu Umweltschutzthemen informiert wird. Unter ihrer Obhut stehen zudem der Betrieb und die Verwaltung der staatlichen dänischen Waldgebiete.